# Myana sopora
Myana sopora is een vlinder uit de familie van de Spinneruilen (Erebidae). De soort is voor het eerst wetenschappelijk beschreven door Charles Swinhoe in een publicatie uit 1884.
De soort komt verspreid voor in het Afrotropisch gebied, het Midden-Oosten en Zuid-Azië, waaronder Egypte, Senegal, Soedan, Djibouti, Somalië, Israël, Iran, Saudi-Arabië, Verenigde Arabische Emiraten, Oman, Jemen en Pakistan.